# McLaren MP4/1B
Chronologie des modèles (1982)
McLaren MP4/1 McLaren MP4/1C
La McLaren MP4/1B est une monoplace de Formule 1 engagée par l'écurie McLaren Racing dans le cadre du championnat du monde de Formule 1 1982. La MP4/1B est l'évolution de la MP4/1 de 1981, première monoplace avec une monocoque en fibre de carbone.

## Historique
La McLaren MP4/1B est propulsée par un moteur V8 Ford-Cosworth DFV et pilotée par John Watson et Niki Lauda. Elle manque de peu le titre de champion du monde des constructeurs.
John Watson remporte les Grands Prix de Belgique et de Detroit échoue à la troisième place du championnat du monde des pilotes à égalité de points avec le Français Didier Pironi. Niki Lauda remporte les épreuves de Long Beach et de Brands Hatch.

## Résultats en championnat du monde de Formule 1
| Saison | Écurie                         | Moteur               | Pneus    | Pilotes     | Courses | Courses | Courses | Courses | Courses | Courses | Courses | Courses | Courses | Courses | Courses | Courses | Courses | Courses | Courses | Courses | Points inscrits | Classement |
| Saison | Écurie                         | Moteur               | Pneus    | Pilotes     | 1       | 2       | 3       | 4       | 5       | 6       | 7       | 8       | 9       | 10      | 11      | 12      | 13      | 14      | 15      | 16      | Points inscrits | Classement |
| ------ | ------------------------------ | -------------------- | -------- | ----------- | ------- | ------- | ------- | ------- | ------- | ------- | ------- | ------- | ------- | ------- | ------- | ------- | ------- | ------- | ------- | ------- | --------------- | ---------- |
| 1982   | Marlboro McLaren International | Ford-Cosworth DFV V8 | Michelin |             | AFS     | BRÉ     | EUO     | SMR     | BEL     | MON     | EUE     | CAN     | P-B     | GBR     | FRA     | GER     | AUT     | SUI     | ITA     | LVE     | 69              | 2e         |
| 1982   | Marlboro McLaren International | Ford-Cosworth DFV V8 | Michelin | John Watson | 6e      | 2e      | 6e      |         | 1er     | Abd.    | 1er     | 3e      | 9e      | Abd.    | Abd.    | Abd.    | Abd.    | 13e     | 4e      | 2e      | 69              | 2e         |
| 1982   | Marlboro McLaren International | Ford-Cosworth DFV V8 | Michelin | Niki Lauda  |         | Abd.    | 1er     |         | Dsq.    | Abd.    | Abd.    | Abd.    | 4e      | 1er     | 8e      | Np.     | 5e      | 3e      | Abd.    | Abd.    | 69              | 2e         |

Légende : ici 